# Жарновиця (Малопольське воєводство)
Жарновиця (пол. Żarnowica) — село в Польщі, у гміні Ґолча Меховського повіту Малопольського воєводства.
Населення — 157 осіб (2011).
У 1975-1998 роках село належало до Краківського воєводства.

## Демографія
Демографічна структура станом на 31 березня 2011 року:
|          | Загалом | Допрацездатний вік | Працездатний вік | Постпрацездатний вік |
| -------- | ------- | ------------------ | ---------------- | -------------------- |
| Чоловіки | 73      | 10                 | 55               | 8                    |
| Жінки    | 84      | 14                 | 47               | 23                   |
| Разом    | 157     | 24                 | 102              | 31                   |